# Калестано
Калеста̀но (на италиански: Calestano, на местен диалект Calistàn, Калистан) е село и община в северна Италия, провинция Парма, регион Емилия-Романя. Разположено е на 417 m надморска височина. Населението на общината е 2126 души (към 2010 г.).